# Мунино
Мунино — село в Фёдоровском районе Саратовской области, до 19 марта 2022 года административный центр Мунинского муниципального образования (сельского поселения). С 19 марта 2022 года в составе Морцевского муниципального образования.
Население — 876 (2015)

## Физико-географическая характеристика
Село расположено в Низком Заволжье, в пределах Сыртовой равнины, относящейся к Восточно-Европейской равнине, на высоте около 105 метров над уровнем моря, по левой стороне балки Мунина. Северной границей села служит Ерусланский канал, южной — железнодорожная ветка Анисовка — Озинки Приволжской железной дороги. В балке, у юго-западной границы села, имеется пруд. Рельеф местности равнинный, слабо-холмистый. Местность имеет небольшой уклон по направлению к долине реки Еруслан. Почвы тёмно-каштановые.
По автомобильным дорогам расстояние до районного центра рабочего посёлка Мокроус — 35 км, до областного центра города Саратов — 150 км.
Часовой пояс
Мунино, как и вся Саратовская область, находится в часовой зоне МСК+1. Смещение применяемого времени относительно UTC составляет +4:00.

## Население
Динамика численности населения
| 1987 | 2002 |
| ---- | ---- |
| ≈930 | 917  |

| 2002 | 2010 | 2012 | 2013 | 2014 | 2015 |
| ---- | ---- | ---- | ---- | ---- | ---- |
| 919  | ↘898 | ↘886 | ↗893 | ↘859 | ↗876 |